# 完颜文
完颜文（？—1172年12月19日），金朝宗室大臣，女真完颜氏，本名胡剌，或作忽剌。太祖阿骨打之孙，左副元帅完颜宗望的儿子。
金熙宗皇统年间，授世袭谋克。加奉国上将军，居中京（今内蒙古自治区宁城县西北大明城）。完颜亮贞元元年（1153年），担任秘书，因与灵寿县主阿里虎通奸，被杖责除名。后来复任为秘书监，封王。正隆年间，例封郧国公。历任翰林学士承旨、同判大宗正事、昌武军节度使。金世宗大定元年（1161年），改武定军节度使，留在京师。大定三年（1163年），改任广宁尹，入朝判大宗正事，封英王，历任真定尹、大名尹，改封荆王。大定十二年（1172年），因多取猛安谋克良马、低价买百姓之物、假称纳税草十六万束，论罪夺爵，降为德州防御使。他心怀怨恨，造兵仗，画阵图，意欲谋反。被家奴告发，亡命。十二月初三，被执杀。